# Centene
Die Centene Corporation ist ein US-amerikanischer Anbieter von Versicherungsleistungen im Gesundheitswesen. Das Unternehmen spezialisiert sich auf Medicaid- und Medicare-Leistungen und kooperiert dabei mit den Regierungen der  Bundesstaaten sowie der US-Bundesregierung. Nach eigenen Angaben betreut Centene über 13 Millionen Medicaid-Mitglieder und mehr als 1,1 Millionen Medicare-Berechtigte. Darüber hinaus bietet das Unternehmen Gesundheitsdienstleistungen für Gefängnisinsassen an.
Centene wurde 1984 unter dem Namen Family Hospital Physician Associates als gemeinnützige Organisation zur Umsetzung eines Medicaid-Plans gegründet. Die ehemalige Krankenhaus-Buchhalterin Elizabeth Brinn leitete das Unternehmen anfangs aus dem Keller eines Krankenhauses in Milwaukee. 1995 begann das Unternehmen mit der Expansion nach Indiana, 1997 erfolgte die Umbenennung in Centene und die Verlegung des Hauptsitzes nach St. Louis, Missouri. 2001 ging das Unternehmen mit einem Jahresumsatz von 327 Millionen US-Dollar und 235.000 Kunden an die Börse. Bereits 2004 überschritt der Umsatz erstmals die Marke von 1 Milliarde US-Dollar. In den Folgejahren wuchs Centene durch zahlreiche Übernahmen anderer Versicherungsunternehmen.
Centene zählt zu den umsatzstärksten Unternehmen der USA und belegte 2023 Rang 60 der Fortune Global 500.

## Kritik und Kontroversen
Ab 2021 wurde bekannt, dass Centene mehreren Bundesstaaten im Rahmen von Medicaid überhöhte Rechnungen für verschreibungspflichtige Medikamente ausgestellt hatte. Die Streitigkeiten sollen über Rückzahlungen Centenes beigelegt worden sein, über deren volle Höhe die Öffentlichkeit allerdings nicht informiert wurde. Alleine dem Staate Florida soll durch überhöhte Rechnungen ein Schaden über 67 Millionen Dollar entstanden sein. Es wurde bekannt, dass 10 Millionen Dollar des Rückzahlungsbetrags statt direkt an den Staat, an die „Hope Florida Foundation“ überwiesen wurden. Dabei handelt es sich um eine Wohltätigkeitsorganisation, die 2021 von Casey DeSantis gegründet worden war. Es besteht der Verdacht, dass Gelder hieraus mittelbar für politische Zwecke durch Ron DeSantis und die Republikanische Partei genutzt wurden.